# Зимрок, Фриц
Фриц Зи́мрок, настоящее имя Фри́дрих А́вгуст Зи́мрок (нем. Fritz Simrock, 2 января 1837, Бонн — 20 августа 1901, Лозанна) — крупный немецкий музыкальный издатель последней четверти XIX века, известный прежде всего тем, что у него были опубликованы большинство произведений И. Брамса и А. Дворжака.
Фирма «Н. Зимрок» была основана ещё в 1793 году его дедом Николаусом Зимроком. После обучения в Бонне, 1 января 1870 года Фриц унаследовал её от своего отца Петера Йозефа. Осенью того же года он перевёл её из Бонна в Берлин, затем реорганизовал в товарищество. У Зимрока издавались виднейшие композиторы того времени, в том числе И. Брамс (почти все произведения соч. 16—120), М. Брух, А. Дворжак, И. Штраус-сын. Отношения Зимрока с Брамсом были очень тёплые и дружеские — они даже ездили отдыхать вместе. Именно по рекомендации Брамса Зимрок познакомился с молодым Дворжаком. Он заказал ему «Славянские танцы», принёсшие композитору подлинную известность. Брамсу он платил охотно за всё подряд, а у Дворжака иногда отказывался публиковать оркестровые сочинения. Вовлечённость издателя в жизнь музыкантов была столь велика, что известный скрипач Й. Иоахим подозревал его в любовной связи со своей женой Амалией. Брамс написал письмо в защиту её невиновности, и оно использовалось в качестве доказательства в 1879 году на бракоразводном процессе Иоахимов. После смерти Фрица издательство перешло к его племяннику Гансу Зимроку.
Супруга Зимрока Клара Франциска Анжелика Юбертина (нем. Clara Franzisca Angelica Hubertina, 22 июня 1839, Бонн — 30 апреля 1928, Берлин), урождённая Хейман (Heimann), происходила из семьи парфюмеров Фарина. Она была известна всем многочисленным клиентам мужа благодаря устраиваемым ею утренним и вечерним приёмам.